# Дорин Речан
Дорин Павлович Речан (на румънски: Dorin Recean; роден на 17 март 1974 г. в Дондушени, Молдавска ССР, СССР) е молдовски държавник и политик. Министър-председател на Молдова от 16 февруари 2023 г.

## Биография
Роден на 17 март 1974 г. в град Дондушени, Молдовска ССР.
От 1995 до 2002 г. е консултант, ръководител проекти и програмен директор в Агенцията за преструктуриране на предприятията.
През 1996 г. завършва Академията за икономическо образование на Молдова със специалност „Юриспруденция в областта на управлението на международния бизнес“.
През 2000 г. получава магистърска степен от белгийския клон на Международния университет в Нюпорт.
Владее три чужди езика: руски, английски и френски.
От 2002 до 2010 г. е директор продажби и маркетинг на Телемедия груп, Концернул Милениум груп.
От 29 януари 2010 г. до 24 юли 2012 г. е заместник-министър на информационните технологии и комуникациите на Република Молдова. Като такъв той отговаря за въвеждането на биометрични паспорти в рамките на плана за либерализиране на визовия режим между Република Молдова и Европейския съюз.
От 24 юли 2012 г. до 18 февруари 2015 г. е министър на вътрешните работи на Република Молдова в правителствата на Владимир Филат и Юрие Лянка. Той е първият цивилен министър на вътрешните работи на Молдова.
От 2016 г. до 2022 г. работи в различни международни организации като консултант в областта на анализа на данни.
От 7 февруари 2022 г. до 22 февруари 2023 г. е съветник на президента на Република Молдова Санду в областта на отбраната и националната сигурност и секретар на Висшия съвет за сигурност на Република Молдова.
На 10 февруари 2023 г. президентът на Република Молдова Мая Санду го номинира за министър-председател на Република Молдова. На 16 февруари 2023 г. Парламентът на Република Молдова одобрява Речан за министър-председател и състава на предложеното от него правителство.
Заема редица други длъжности сред които:
- Заместник-министър на информационните технологии и комуникациите на Република Молдова от 29 януари 2010 г. до 24 юли 2012 г.
- Министър на вътрешните работи на Република Молдова от 24 юли 2012 г. до 18 февруари 2015 г.
- Съветник на президента на Република Молдова в областта на отбраната и националната сигурност
- Секретар на Висшия съвет за сигурност на Република Молдова от 7 февруари 2022 г. до 22 февруари 2023 г.

## Правителство
По инициатива на Речан е създадено Министерството на енергетиката, оглавено от Виктор Пърликов. В него са назначени нови министри на инфраструктурата и регионалното развитие, нов министър на финансите и нов министър на правосъдието. Длъжността на вицепремиера по цифровото развитие е премахната. Тя бива присъединена към Министерството на икономиката. Така се сформира Министерство на икономическото развитие и цифровизацията, ръководено от бившия министър на икономиката, повишен до статут на вицепремиер. Министърът на земеделието и хранително-вкусовата промишленост е повишен във вицепремиер. Министърът на инфраструктурата и регионалното развитие е понижен в министерски статут, останалите членове на предишното правителство на Гаврилица остават на постовете си.